# Liste der Biografien/Haue
Liste der Biografien |
Portal Biografien |
Personensuche
# |
A |
B |
C |
D |
E |
F |
G |
H |
I |
J |
K |
L |
M |
N |
O |
P |
Q |
R |
S |
T |
U |
V |
W |
X |
Y |
Z |
?
 
Ha |
Hd |
He |
Hi |
Hj |
Hk |
Hl |
Hm |
Hn |
Ho |
Hr |
Hs |
Ht |
Hu |
Hv |
Hw |
Hy
 
Haa |
Hab |
Hac |
Had |
Hae–Haf |
Hag |
Hah |
Hai |
Haj |
Hak |
Hal |
Ham |
Han |
Hao |
Hap |
Haq |
Har |
Has |
Hat |
Hau |
Hav |
Haw |
Hax |
Hay |
Haz
 
Haua |
Haub |
Hauc |
Haud |
Haue |
Hauf |
Haug |
Hauk |
Haul |
Haum |
Haun |
Hauo |
Haup |
Haur |
Haus |
Haut |
Hauv |
Hauw |
Haux |
Hauy |
Hauz
Die Liste der Biografien führt alle Personen auf, die in der deutschsprachigen Wikipedia einen Artikel haben. Dieses ist eine Teilliste mit 83 Einträgen von Personen, deren Namen mit den Buchstaben „Haue“ beginnt.

## Haue

### Hauei
- Haueis, Alois (1860–1951), österreichischer Politiker (CSP), Landtagsabgeordneter, Abgeordneter zum Nationalrat
- Haueis, Eduard (* 1938), deutscher Germanist, Fachdidaktiker und Hochschullehrer
- Haueisen, Albert (1872–1954), deutscher Maler und Hochschullehrer
- Haueisen, Dennis (* 1978), deutscher Radrennfahrer
- Haueisen, Lutz (* 1958), deutscher Radrennfahrer
- Haueisen, Paul Eugen (1845–1925), deutscher Architekt
- Haueisen, Werner (1925–2013), deutscher Chronist und Heimatforscher

### Hauen
- Hauenfels, Uwe (1967–2016), österreichischer Bildhauer und Mitglied des Wiener Künstlerhauses
- Hauenreuter, Sebald (1508–1589), deutscher Philosoph, Mediziner und Hochschullehrer
- Hauenschild, Bettina (* 1964), deutsche Schauspielerin und Heilpraktikerin
- Hauenschild, Bruno von (1896–1953), deutscher Generalleutnant im Zweiten WeltkriegBruno von Hauenschild (1896–1953)

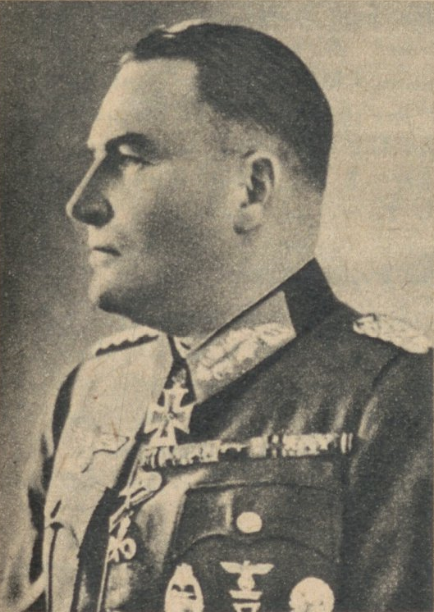
Bruno von Hauenschild (1896–1953)

- Hauenschild, Hans (1842–1901), österreichischer Forscher, Erfinder
- Hauenschild, Karl (1920–2006), deutscher Politiker (SPD), Gewerkschafter, MdEP
- Hauenschild, Lydia (* 1957), deutsche Schriftstellerin
- Hauenschild, Paul (1882–1962), deutscher Fußballfunktionär und Mäzen des Hamburger SV
- Hauenschild, Peter (* 1958), österreichischer Grafiker und Medienkünstler
- Hauenschildt, Detloff († 1703), schwedischer Generalmajor
- Hauenstein, Dan (1894–1978), deutscher Maler und Bildhauer
- Hauenstein, Hans (1912–1989), österreichischer Wienerlieddichter und Schriftsteller
- Hauenstein, Heinz (1899–1962), deutscher Führer des Freikorps „Organisation Heinz“
- Hauenstein, Karl (1887–1952), deutscher Kieferchirurg und Hochschullehrer
- Hauenstein, Kurt (1949–2011), österreichischer MusikerKurt Hauenstein (1949–2011)

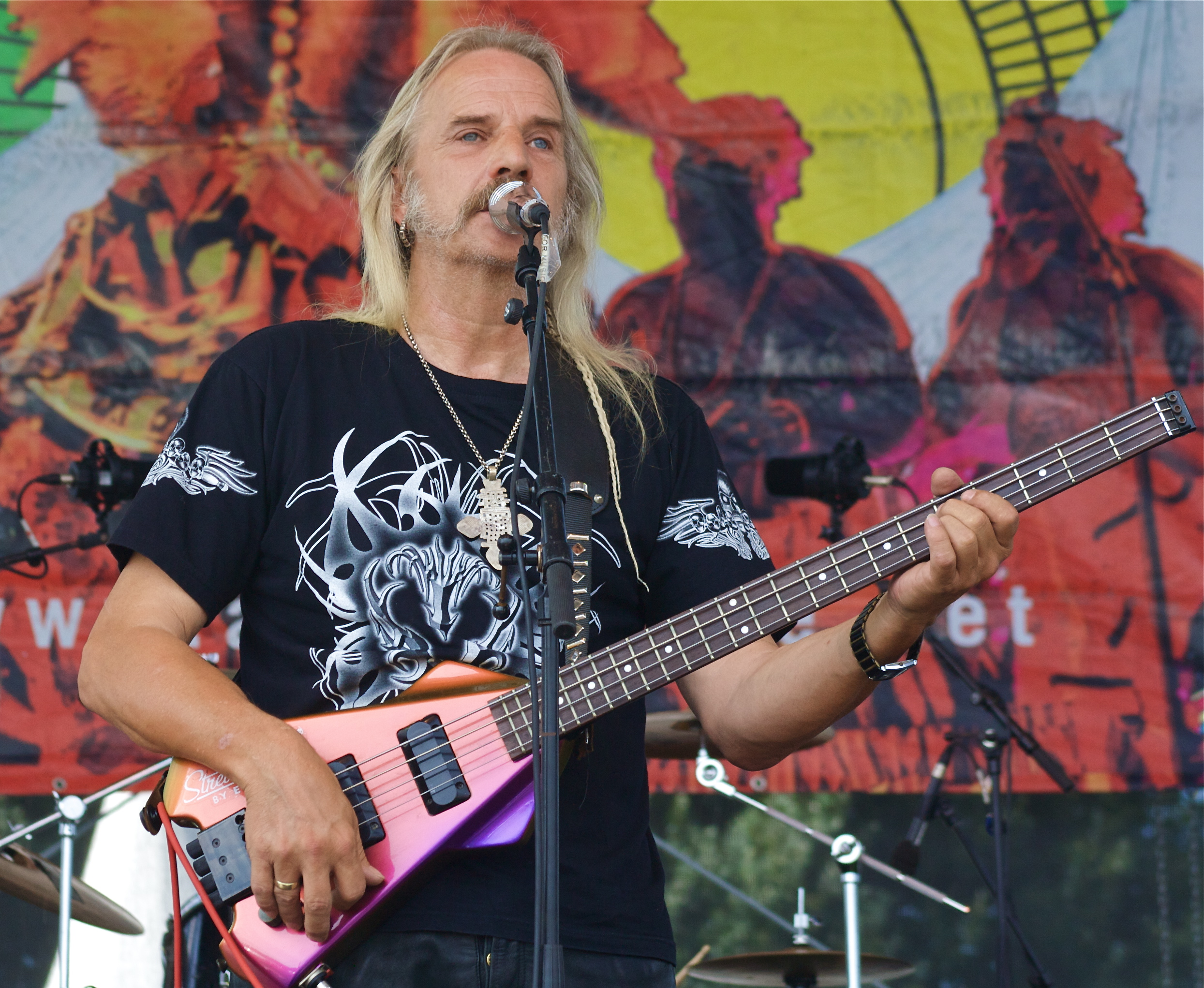
Kurt Hauenstein (1949–2011)

- Hauenstein, Olli (* 1953), Schweizer Clown

### Hauer
- Hauer, Adolf (1928–2017), deutscher Jurist
- Hauer, Andreas (* 1965), österreichischer Jurist und Hochschullehrer
- Hauer, August (1886–1947), deutscher Arzt und Schriftsteller
- Hauer, Brett (* 1971), US-amerikanischer Eishockeyspieler
- Hauer, Bruno (1912–1992), österreichischer Komponist, Musikverleger und Schallplattenproduzent
- Hauer, Carl (1847–1905), deutscher Bildhauer und Stuckateur
- Hauer, Daniel (1879–1945), deutscher Politiker (NSDAP), MdR, MdL Hessen
- Hauer, Dietmar (* 1968), österreichischer Radrennfahrer
- Hauer, Edith (1913–2004), österreichische Widerstandskämpferin gegen den Nationalsozialismus, Gerechte unter den Völkern
- Hauer, Elena (* 1986), deutsche Fußballspielerin
- Hauer, Elisabeth (1928–2012), österreichische Schriftstellerin
- Hauer, Erich (1878–1936), deutscher Sinologe und Mandschurist
- Hauer, Erwin (1926–2017), österreichisch-US-amerikanischer Bildhauer
- Hauer, Florian (* 1978), deutscher politischer Beamter
- Hauer, Franz (1867–1914), österreichischer Gastwirt und Kunstsammler
- Hauer, Franz (1905–1944), österreichischer Schuhmachergehilfe und Widerstandskämpfer gegen das NS-Regime
- Hauer, Franz von (1822–1899), österreichischer Geologe und Paläontologe
- Hauer, Georg (1484–1536), bayerischer Philologe und Theologe
- Hauer, Georg Franz von (1780–1844), preußischer Landrat und Direktor der Rheinischen Provinzial-Feuerversicherung
- Hauer, Gerhard (* 1985), österreichischer Skibobfahrer
- Hauer, Gudrun (1953–2015), österreichische Journalistin, Politikwissenschaftlerin, Feministin und LGBT-Aktivistin
- Hauer, Gustav (1840–1913), deutscher Architekt und preußischer Baubeamter
- Hauer, Hans (* 1897), deutscher Landrat und NSDAP-Funktionär
- Hauer, Hermann (* 1964), österreichischer Politiker (ÖVP), Landtagsabgeordneter
- Hauer, Holger (* 1964), deutscher Schauspieler und Regisseur
- Hauer, Jakob Wilhelm (1881–1962), deutscher ReligionswissenschaftlerJakob Wilhelm Hauer (1881–1962)

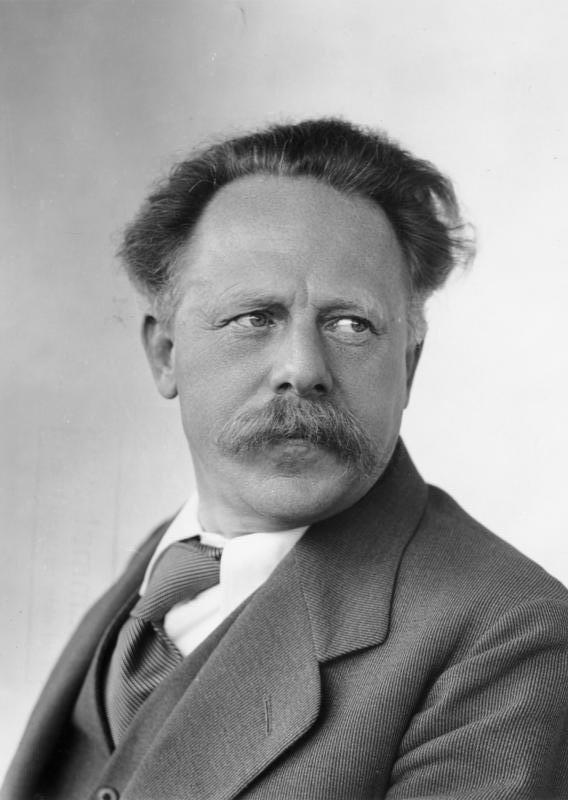
Jakob Wilhelm Hauer (1881–1962)

- Hauer, Joachim (* 1991), norwegischer Skispringer
- Hauer, Jochen (1899–1966), deutscher Schauspieler bei Bühne und Film sowie ein Theaterregisseur und kurzzeitig auch Theaterintendant
- Hauer, Johann Georg (1853–1905), österreichischer Mundartdichter
- Hauer, Johann Jakob (1751–1829), Maler
- Hauer, Johannes (* 1984), deutscher Schauspieler
- Hauer, Josef Matthias (1883–1959), österreichischer Komponist
- Hauer, Joseph von (1778–1863), österreichischer Finanzbeamter, Staatsmann und Paläontologe
- Hauer, Justine (* 1971), deutsche Schauspielerin
- Hauer, Karl (1875–1919), österreichischer Journalist und Publizist
- Hauer, Leopold (1896–1984), österreichischer Maler
- Hauer, Leopold von (1854–1933), österreichischer General
- Hauer, Matthias (* 1977), deutscher Politiker (CDU), MdBMatthias Hauer (* 1977)

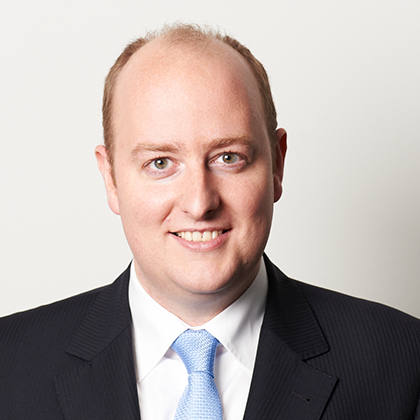
Matthias Hauer (* 1977)

- Hauer, Michael (* 1972), deutscher Berater und politischer Beamter
- Hauer, Nicole (* 1987), deutsche Skispringerin
- Hauer, Nina (* 1968), deutsche Politikerin (SPD), MdB
- Hauer, Rainer (* 1932), österreichischer Schauspieler und Regisseur
- Hauer, Rolf (1911–2000), deutscher Verwaltungsjurist und Präsident der Klosterkammer Hannover
- Hauer, Rudolf (1878–1964), österreichischer Beamter und Politiker (GDVP), Landtagsabgeordneter
- Hauer, Rutger (1944–2019), niederländischer SchauspielerRutger Hauer (1944–2019)

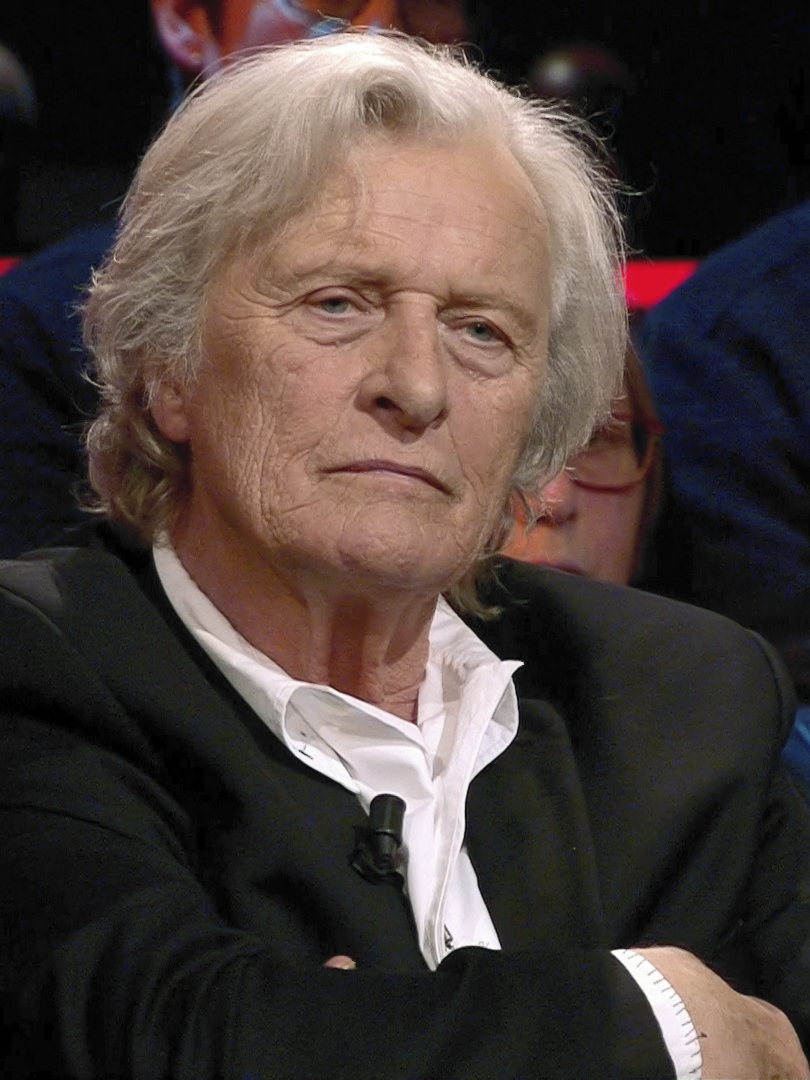
Rutger Hauer (1944–2019)

- Hauer, Sajmen (* 1988), deutscher Basketballspieler
- Hauer, Tiemo (* 1990), deutscher Popmusiker
- Hauer, Ulrich (* 1953), deutscher Grabungstechniker, Kommunalpolitiker und Museumsleiter
- Hauer-Fruhmann, Christa (1925–2013), österreichische Malerin
- Hauer-King, Jonah (* 1995), britisch-US-amerikanischer Schauspieler
- Hauer-Riedl, Robert (1942–2005), österreichischer Schauspieler
- Hauers, Ferdinand senior (1828–1913), deutscher Kaufmann, Unternehmer, Verbandsfunktionär und Kommunalpolitiker
- Hauers, Wilhelm (1836–1905), deutscher Architekt
- Hauert, Adolf (1896–1988), deutscher Schriftsteller und Pädagoge
- Hauert, Bettina (* 1982), deutsche Golf-Spielerin
- Hauert, Dieter (* 1935), deutscher Basketballfunktionär und Unternehmer
- Hauert, Erich (* 1959), Schweizer Serienmörder
- Hauert, Nils (* 1983), Schweizer Rollhockey-Torhüter
- Hauerwas, Stanley (* 1940), evangelisch-methodistischer Theologe, Pazifist und Autor

### Hauet
- Haueter, Karl (1868–1935), Schweizer Viehzüchter